# Centrum Usług Zaufania Sigillum
Centrum Usług Zaufania Sigillum – powstałe w 2002 roku kwalifikowane przedsiębiorstwo z siedzibą przy ul. Rodziny Hiszpańskich 6 w Warszawie, należące do Polskiej Wytwórni Papierów Wartościowych S.A. Oferuje kwalifikowane certyfikaty podpisu i pieczęci oraz kwalifikowaną usługę znakowania czasem.  